# Малышка Сейлор Мун
Малышка Усаги (яп. ちびうさ Тибиуса) — одна из главных персонажей в произведениях метасерии «Сейлор Мун». При первом своём появлении оказывается ребёнком из XXX века, отправившимся в прошлое, чтобы найти Сейлор Воинов и попросить помочь ей. Позже она вернётся для того, чтобы самой научиться быть воином — Малышкой Сейлор Мун (яп. セーラーちびムーン Сэ:ра: Тиби Му:н).
Полное имя Малышки Усаги — Принцесса Усаги Юная Леди Серенити (яп. プリンセス・うさぎ・スモールレディ・セレニティ Пуринсэссу Усаги Сумо:рурэди Сэрэнити), но в XX веке она представляется как Усаги Цукино. Своё прозвище — Малышка Усаги — она получает от Такседо Маска по манге или Усаги по аниме, чтобы отличать её от старшей Усаги Цукино, Сейлор Мун. В её время к Малышке Усаги обращаются только как к Юной Леди.

## Профиль
Создательница Наоко Такэути описывает Малышку Усаги как не по годам развитого надоедливого ребёнка, любящего устраивать розыгрыши. Она дочь Усаги Цукино и Мамору Тибы. Её настоящее имя такое же, как и у её матери, но чтобы их не путать, её обычно зовут Малышкой Усаги. Она примечательна своими розовыми волосами, собранными в пучки, напоминающие заячьи уши.
В 20 акте манги упоминается, что ей 900 лет, а внешний вид объясняется тем, что в возрасте 5 лет она по непонятным причинам прекратила расти. Она начала становиться старше, когда превратилась в Малышку Сейлор Мун. К сюжетной арке «Мечта» ей исполнилось 902 года. Её точный возраст не раскрывается в аниме, а её перемещения во времени осложняют угадывание. Свечи на торте на день рождения в одном из её воспоминаний указывают, что ей около пяти лет, когда она появляется впервые, и кажется, что ей 8 или 9 лет, когда она позже прибывает ещё раз. Благодаря Серебряному кристаллу все жители Хрустального Токио стали бессмертными.
Привязанности Малышки Усаги конфликтуют из-за того, что она сразу не может идентифицировать Усаги и Мамору как своих родителей, хотя и осознает этот факт. Ей сложно это сделать из-за сильного контраста между теми, кем они станут, и теми, кто они есть. Она относится к Усаги и Мамору совсем по-другому, нежели к королю Эндимиону и нео-королеве Серенити, более уважительно общаясь с последними, но более открыто и доверчиво с первыми.
Малышка Усаги обычно очень оптимистична, открыта и доброжелательна к другим. Сначала не найдя общего языка с одноклассниками, вскоре она стала весьма популярна среди них. В манге её даже выбрали старостой класса. Её изначальное смущение может объясняться тем, что в XXX веке её дразнили за то, что у неё нет сил сейлор-воина. По ходу манги она взрослеет и становится уверенней в себе. Из-за того, что, согласно манге, её мечтой является стать прекрасной леди, многие её действия направлены на это. Она старается быть идеальной во всём и поначалу стремится преуспеть во всём одна. Со временем она понимает, что значит быть по-настоящему опытной, и меняет свою точку зрения.
В аниме она сильнее склонна оценивать других и не взрослеет настолько, как в манге. Она часто дразнит Усаги из-за её легкомысленности. В фильме SuperS она описывает Усаги как «недотёпа, рассеянная и плакса». Несмотря на постоянные ссоры, они обычно ведут себя скорее как сестры, чем мать и дочь.
Малышка Усаги мечтает стать настоящей леди, иметь своего собственного принца и подружиться со всеми, кого она знает. В то же время она обычная маленькая девочка; её любимые цвета розовый и красный, она любит пудинги и оладьи, а также неравнодушна к кроликам. В школе любит рисование, недолюбливает языки. Малышка Усаги ненавидит присматривать за домом, боится таких вещей, как гром и молния, призраков, вампиров, стоматологов, и колющих предметов. Ей также нравится коллекционировать вещи с изображением зайчиков на них, и она входит в садоводческий комитет в школе. Её группа крови — O.

## Формы
| Форма                    | Манга  | Аниме     |
| ------------------------ | ------ | --------- |
| Малышка Усаги            | Акт 13 | 60 серия  |
| Чёрная леди              | Акт 20 | 85 серия  |
| Юная леди                | Aкт 22 | 88 серия  |
| Малышка Сейлор Мун       | Акт 23 | 103 серия |
| Малышка Супер Сейлор Мун | Акт 33 | 128 серия |
| Принцесса Леди Серенити  | Акт 40 | 166 серия |
| Третья (вечная) форма    | Акт 42 | -         |

Как персонаж с несколькими реинкарнациями, особыми силами, трансформациями и долгим временем жизни, растянутым между эрой Серебряного Тысячелетия и 30-м веком, по ходу серии Малышка Усаги получает разные формы и псевдонимы.

### Малышка Сейлор Мун
Её униформа напоминает униформу Сейлор Мун, раскрашенную в основном в розовый и красный, с повторяющимся мотивом из небольших сердец, к которым позже присоединятся полумесяцы и звёзды. Из-за её небольшого роста некоторые детали костюма лишь символично обозначены. В ходе сериала использует различные титулы, включая «принцесса-воин», «ученик воинов» и «воин в ходе тренировки». Как дочь Сейлор Мун и Такседо Маска, в бою она демонстрирует черты обоих родителей.
В манге силы Малышки Сейлор Мун значащие и способны уничтожить противника. Она атакует вместе с Сейлор Мун, часто совмещая атаки с её, и однажды совмещает атаку с Такседо Маском. Позже подразумевается, что она выйдет замуж за её собственного принца в будущем, Гелиоса. Она также становится сильнее и опытней как воин в манге, получая в сопровождающие своих собственных хранителей, Сейлор Квартет, и даже спасает жизнь Сейлор Мун. Она также обладает золотым зеркалом.

Символ Лунного королевства

В аниме она изображена более комичным персонажем, едва ли способным что-то сделать со своим врагом. Она использует в основном отвлекающие навыки и играет второстепенную роль вместо того, чтобы быть напрямую полезной воинам. Хотя на словах её силы похожи на силы Сейлор Мун, они в большей степени такие же, как у её отца, Такседо Маска — отвлечение внимания вместо непосредственной атаки. Она объединяет свои силы с родителями только в полнометражных фильмах, но не в сериале. В то же время ясно, что она обладает настоящей неопытной силой, как видно в 81 серии, и в конечной боевой последовательности, где она использует Серебряный кристалл. В то же время, когда она использует свои силы как обычный персонаж, это редко играет какую-либо роль.
Её силы в мюзиклах основаны сразу и на версиях аниме и манги. В Last Dracul она отправляется в логово врага одна и её атаки проваливаются; в исправленной версии Transylvania no Mori она жалуется, что фраза из игры более полезна, чем её самая сильная атака против Амазонского квартета. В то же время в том же мюзикле она объединяет свои силы с Сейлор Мун, чтобы усилить атаки, которые повреждают/лечат врагов.
Только в 4 сезоне аниме у неё появляется более подходящая роль, когда Пегас даёт ей новую брошь, превращающую её в Малышку Супер Сейлор Мун, и она становится единственной, способной вызывать его, чтобы помочь Сейлор Мун в выполнении её атаки, способной победить прислужников противников.
Становясь сильнее, Малышка Сейлор Мун получает новые силы, а в ключевые моменты её униформа меняется, чтобы отразить это. Первое изменение происходит в 33 акте манги, когда Святой Грааль из будущего позволяет ей стать Малышка Супер Сейлор Мун. Позже Пегас даёт ей брошь, которая позволяет превращаться без Грааля. В 128 серии аниме этот подарок заставляет её впервые обернуться Малышкой Супер Сейлор Мун. Третья форма появляется только в 42 акте манги, название ей даётся, но внешне она похожа на Вечную Сейлор Мун (с крыльями).

### Принцесса Леди Серенити
Часто её полное имя сокращается родителями и друзьями до Юная Леди англ. Small Lady.
В манге она появляется в этой форме чаще и описывается гораздо подробнее. Это имя, данное ей родителями, так что она часто использует его для определения себя будущей. Единственный персонаж, который использует это обращение к ней, кроме королевской семьи и их друзей, — Диана. Её форма принцессы также появляется в артбуках — Original Picture Collection IV и Materials Collection, где она изображена вместе с другими воинами в их нарядах. Она носит светло-розовое платье, уникальное по дизайну.
В аниме Малышка Усаги превращается в свою форму принцессы, когда ей нужно больше сил, чем она имеет в других формах, подобно тому, как её родители могут стать принцем Эндимионом и Принцессой Серенити, когда им нужны силы. В этой форме она носит платье и украшения, схожие с нарядом Принцессы Серенити, хотя и меньшие по размеру. Это случается дважды: в финальных битвах второго и четвёртого сезонов. Как и у её матери, у неё может вырасти пара полезных ангельских крыльев. В аниме происхождение этого имени не указывается, но используют его всё равно только члены королевской семьи и друзья.
В 40 акте манги становится известно, что когда она достаточно повзрослеет, Малышка Усаги станет Принцессой Леди Серенити. В таком виде она изображена в Artbooks IV и V и в снах Гелиоса.

### Чёрная Леди
Когда Малышка Усаги оказывается схваченной кланом Чёрной Луны, Мудрец играет с её воспоминаниями, убеждая, что никто её не любит, чтобы обратить её на свою сторону.
Под влиянием Чёрного кристалла она взрослеет и облачается в чёрно-розовое платье из сатина и органди. Её волосы становятся длиннее даже, чем у Усаги, а полумесяц на лбу меняется на символ клана.
В этой форме она пытается уничтожить воинов, обвиняя в нечувствительности по отношению к ней.
Эта её форма также появляется в мюзиклах Tanjou! Ankoku no Princess Black Lady и его исправленной версии Tanjou! Ankoku no Princess Black Lady [Kaiteiban] -Wakusei Nemesis no Nazo-.

## Разработка персонажа
Добавить в сюжет ребёнка Сейлор Мун, так же как и её имя, Малышка Усаги, было идеей редактора Наоко Такэути, Фумио Осано. Такэути также признаётся, что она не размышляла долго над цветом волос и причёской персонажа, так как у неё на голове оданго, как и у матери.
Впервые Малышка Усаги была изображена в образе воина в дополнительной истории за полтора года до её появления в основном сюжете манги. В первом Picture Diary Малышка Усаги была спасена Сейлор Мун и Сейлор Венерой, и ночью ей снится, что она сама станет воином. Она называет себя «Малышка Сейлор Мун» и появляется в форме, мало отличающейся от той, что она будет использовать позже, особенно тем, что на неё надета накидка.
Такэути трудилась над образом Чёрной Леди, изначально назвав её «Чёрной  королевой» и оставляя её в форме ребёнка. Такэути также заметила, что разрез на юбке Чёрной Леди в аниме стал ещё более откровенным, чем в манге, что её шокировало, так как она беспокоилась о том, что в её рисунках разрез вышел слишком большим.

## Отсылки и влияние
Официальный опрос популярности персонажей «Сейлор Мун» различает Малышку Усаги, Малышку Сейлор Мун, принцессу Леди Серенити и Чёрную Леди как различных героев. В 1993 году из 50 мест Малышка Усаги была самой популярной в рейтинге, Чёрная Леди занимала тринадцатую позицию, а Луна-Пи, предмет, ей принадлежащий, занимал 17 место. В 1994 году из 51 персонажа Малышка Сейлор Мун второй, Малышка Усаги — восьмой, а Луна-Пи — двадцать шестым. В начале 1996 года из 51 позиции Малышка Сейлор Мун опять была второй по популярности, Малышка Усаги — одиннадцатой, принцесса Леди Серенити — двадцать четвёртой.
Несмотря на это, Джонатан Клементс и Элен Маккартни описывают Малышку Усаги как «непопулярную» даже среди японской аудитории, по крайней мере её версию из аниме.

## Актрисы
В оригинальной озвучке аниме и анимационных фильмов Малышку Усаги озвучивала Каэ Араки. В Sailor Moon Crystal Малышку Усаги озвучила Мисато Фукуэн.
В мюзиклах роль Малышки Усаги исполнило 14 человек: Аи Миякава, Мао Кавасаки, Тамаки Диа Сираи, Нацуми Такэнака, Аяно Гундзи, Арису Идзава, Касуми Такабатакэ, Наэль Миядзаки, Аися Ямамото, Нанами Ота, Мао Оно, Мина Хорита и Моэ Осаки. Иногда эту роль играли одновременно две актрисы (такое встречалось всего в шести мюзиклах). Спустя несколько лет Мао Кавасаки исполнила её злую взрослую форму, Чёрную Леди. Этот персонаж также изображался Сион Накамару.